# Partij van de Toekomst

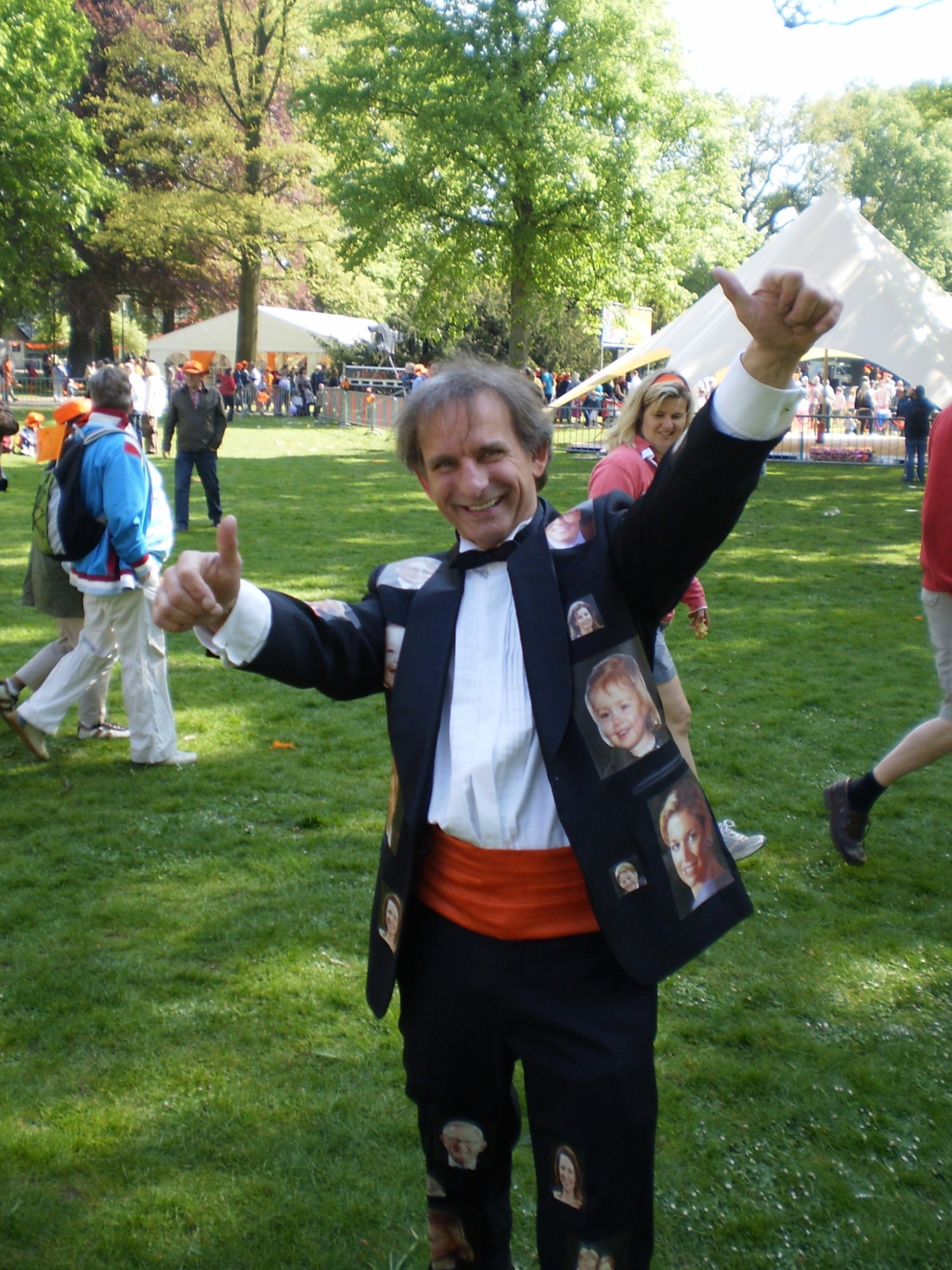
Johan Vlemmix (2009)

De Partij van de Toekomst (PvdT) is een Nederlandse politieke partij, opgericht door Johan Vlemmix. De partij heeft aan landelijke en lokale verkiezingen meegedaan maar nooit een zetel behaald. 

## Historie
Bij de verkiezingen van 2002 werden met als lijsttrekker en oprichter Vlemmix 6.393 stemmen behaald, ruimschoots te weinig om een zetel te bemachtigen. Vlemmix had toentertijd een aantal niet-politici gevraagd op zijn lijst te willen staan. De Partij van de Toekomst streefde naar een toekomst waarin het "Alle dagen feest, voor iedereen" zou zijn. Tijdens de Kamerverkiezingen van 2003 bepleitte ze dan ook het instellen van een 'minister van feest'. Bij deze verkiezingen van 2003 behaalde de partij 13.901 stemmen, wat ook weer ruim beneden de kiesdrempel was. Dj's Theo Nabuurs en Eric Hoogerheide en filmregisseur Martijn van Nellestijn stonden die verkiezingen op respectievelijk plaats 2, 3 en 10. 

## Opheffing en heroprichting
De PvdT hief zichzelf in 2006 op, maar werd in 2010 opnieuw tot leven gebracht om deel te nemen aan de gemeenteraadsverkiezingen in de gemeente Eindhoven. De partij behaalde echter weer geen zetels. Na dit verlies maakte Vlemmix op zijn internetzender bekend 'definitief' te stoppen met de politiek. Toch deed de Partij van de Toekomst onder zijn leiding mee aan de Kamerverkiezingen van september 2012 met een programma gericht op directere participatie vanuit de samenleving en waarin gratis internet en een gratis tablet voor iedereen waren opgenomen. Ze kregen medewerking van Nieuw Nederland, een partij die in 2010 voor het eerst mee deed. Ook bij deze verkiezingen behaalde de partij, met 8.194 stemmen, bij lange na geen zetel. Bij de Tweede Kamerverkiezingen van 2017 besloot de partij niet mee te doen, hoewel men dat in eerste instantie wel van plan was.
Op 3 mei 2020 richtte Henk Krol samen met onafhankelijk Tweede Kamerlid Femke Merel van Kooten-Arissen de partij "Partij voor de Toekomst" op. De domeinnaam pvdt.nl werd door deze partij met wederzijdse instemming overgenomen, wat een definitief einde voor de Partij van de Toekomst van Vlemmix betekende.

## De Feestpartij
Op 27 november 2020 registreerde Vlemmix de naam De Feestpartij (DFP) waarmee hij deelnam aan de Tweede Kamerverkiezingen van 2021. Hij was de enige kandidaat op de kandidatenlijst van de partij, die deelnam in acht kieskringen. Ook bij de verkiezingsuitslag in 2021 bleek dat De Feestpartij stemmen te kort kwam voor een zetel in de Tweede Kamer.

### Afwijzing naamswijziging
De Feestpartij diende in 2023 het verzoek in om in het kader van de Tweede Kamerverkiezingen van 2023 haar naam te wijzigen in Bescherming Bevolking. Deze naamswijziging werd in augustus 2023 echter door de Kiesraad afgewezen. Dit omdat de voorgestelde naam 'bij de kiezers ten onrechte de indruk zou kunnen ontstaan dat de politieke groepering gelieerd is aan de voormalige civiele hulpverleningsorganisatie Bescherming Bevolking' (BB), erop wijzend dat het erfgoed van de BB in stand wordt gehouden door Museum Bescherming Bevolking dat is ondergebracht in de stichting Korpora – Erfgoed Publieke Veiligheid.

## Verkiezingsresultaten

### Tweede Kamer
| Jaar | Naam          | Lijsttrekker  | Kieslijst     | Stemmen       | Pct.          | Zetels        |
| ---- | ------------- | ------------- | ------------- | ------------- | ------------- | ------------- |
| 2002 | PvdT          | Johan Vlemmix | Lijst         | 6.393         | 0,07%         | 0 / 150       |
| 2003 | PvdT          | Johan Vlemmix | Lijst         | 13.845        | 0,14%         | 0 / 150       |
| 2006 | Geen deelname | Geen deelname | Geen deelname | Geen deelname | Geen deelname | Geen deelname |
| 2010 | Geen deelname | Geen deelname | Geen deelname | Geen deelname | Geen deelname | Geen deelname |
| 2012 | PvdT          | Johan Vlemmix | Lijst         | 8.194         | 0,09%         | 0 / 150       |
| 2017 | Geen deelname | Geen deelname | Geen deelname | Geen deelname | Geen deelname | Geen deelname |
| 2021 | DFP           | Johan Vlemmix | Lijst         | 3.744         | 0,04%         | 0 / 150       |
| 2023 | Geen deelname | Geen deelname | Geen deelname | Geen deelname | Geen deelname | Geen deelname |

### Gemeenteraad Eindhoven
| Jaar | Naam                   | Stemmen | Pct.  | Zetels |
| ---- | ---------------------- | ------- | ----- | ------ |
| 2006 | PvdT                   | 829     | 1,05% | 0 / 45 |
| 2010 | Lijst J.C.W.M. Vlemmix | 590     | 0,80% | 0 / 45 |
| 2014 | PvdT                   | 459     | 0,59% | 0 / 45 |
| 2018 | Lijst 15               | 749     | 0,90% | 0 / 45 |
| 2022 | DFP                    | 376     | 0,48% | 0 / 45 |

### Andere gemeenteraden
| Jaar | Naam | Gemeente  | Stemmen | Pct.  | Zetels |
| ---- | ---- | --------- | ------- | ----- | ------ |
| 2022 | DFP  | Amsterdam | 421     | 0,13% | 0 / 45 |
| 2022 | DFP  | Roermond  | 115     | 0,51% | 0 / 31 |